# التعليم في كندا
التعليم في كندا غالبا توفره وتموله وتشرف عليه من القطاع العام الحكومات الإتحادية والإقليمية والمحلية، ويكون التعليم ضمن اختصاص مجالس المحافظات وتشرف المقاطعة على المنهج. يقسم التعليم في كندا بشكل عام إلى تعليم إبتدائي، ثم ثانوي وما فوق الثانوي. يوجد ضمن المحافظات وتحت إشراف وزارة التعليم مجالس لمدارس تابعة لكل منطقة والتي بدورها تدير البرامج التعليمية. التعليم إجباري إلى عمر السادسة عشر في كل محافظات كندا، ماعدا مانيتوبا وأونتاريو ونيو برونزويك، يكون التعليم فيها اجباري إلى عمر الثامنة عشر أو إلى الحصول على شهادة الثانوية. في بعض المحافظات، يمكن منح استثناءات لترك الدراسة مبكرا في عمر الرابعة عشر بسبب ظروف معينة. عموماً لدى كندا 190 (180 في كيوبيك) يوما دراسيا في السنة، ابتداءا من سبتمبر (بعد يوم العمال) إلى نهاية يونيو (عادة آخر يوم جمعة في الشهر، ما عدا في كيبويك، يكون قبل 24 يونيو مباشرة وهي عطلة المحافظة).
كندا
التعليم الابتدائي والثانوي وفوق الثانوي في كندا هي مسؤولية كل محافظة وهنالك العديد من الاختلافات بين المحافظات، بعض المجالات التعليمية تدعمها الإدارات الإتحادية على مختلف المستويات، على سبيل المثال، تشمل وزارة الدفاع الوطني الكلية العسكرية الملكية الكندية، بينما وزارة الشؤون الهندية والشمالية في كندا مسؤولة عن تعليم الأمم الأولى، ويدعم التعلم كفرع من فروع الموارد البشرية وتطوير المهارات في كندا التدريب المهني (قسم إتحادي).
1 من أصل كل 10 كنديين غير حاصل على شهادة الثانوية، وواحد من كل سبعة لديه شهادة جامعة، السكان البالغين الغير حاصلين على شهادة الثانوية مزيج من المهاجرين إلى كندا والمولودون فيها. في العديد من الأماكن، تقدم المقررات التعليمية الممولة من القطاع العام للسكان البالغين، وتزداد سريعا نسبة خريجي الثانوية مقابل نسبة الغير دارسين، وذلك جزئيا بسبب التغييرات في سوق العمل والتي لا توظف إلا حاملي شهادة ثانوية، وفي العديد من الحالات، شهادة جامعية. غالبية المدارس في كندا،(بنسبة 67%)، مختلطة (أي يوجد في المدرسة ذكور وإناث).
تصرف كندا تقريبا 5.4 % من الناتج المحلي الإجمالي على التعليم وتستثمر بكثافة في التعليم فوق الثانوي (أكثر من 20000 دولار أمريكي لكل طالب). منذ اعتماد المادة 23 من القانون الدستوري، عام 1982، توفر التعليم بكلا اللغتين الإنجليزية والفرنسية في أغلب مناطق كندا (إذا كان عدد الأطفال المتحدثين بلغة الأقلية يبرر ذلك)، بالرغم من أن تعليم الفرنسية كلغة ثانية الفرنسي متوفر للطلاب الناطقين بالإنجليزية في جميع ارجاء كندا.
تقدم الآن كندا نظام جديد يسمح للطلاب الأجانب والخريجين بخبرة عمل كندية أن يصبحوا مقيمين دائمين ومؤهلين في كندا، وفقا لما أعلنه وزير المواطنة والهجرة الكندي.
قدمت أغلب المدارس مبادرة أو أكثر مثل برامج في دراسات للسكان الأصليين وثقافاتهم وحرفهم ومناهضة العنصرية وزيارات يقوم بها كبار السن وأفراد آخرين من المجتمع ومحتوى هذه البرامج يكون حول مواضيع مثل لغات السكان الأصليين وروحانيتهم ومعرفتهم بالطبيعة بالإضافة إلى جولات إلى مواقع التراث ا الأصيل وتتوفر هذه الفصول إلا أنها محدودة بالمنطقة التي يقيم فيها الطلاب. "صمم هذا المنهج لتطوير
وتحسين معرفة الأشخاص من خلال توجيه الافراد للإقامة في بيئتهم الطبيعية ونظامهم الاجتماعي المتغير". أخيرا " ينظر بعض العلماء للأكاديميين كشكل من أشكال القوة التي تساعد في تثقيف وخلق اتجاهات إيجابية، ومن ناحية أخرى، هنالك نقد أن المعلمين بكل بساطة يخبرون الطلاب ما عليهم التفكير به بدلا من تركهم يفكرون بأنفسهم. علاوة على ذلك، " المواد التي يتم التقييم عليها عادة مثل: فنون اللغات والرياضيات والعلوم لها أهمية أكبر من المواد التي لا يتم تقييمها مثل: الموسيقى والفنون التصويرية والتعليم البدني أو جوانب من المنهج مثل: القراءة والكتابة مقابل الاستماع والمحادثة. تتوفر العديد من الدروس المختلفة للطلاب في نظام المدرسة الكندية وهذا النظام تم وضعه لتلبية احتياجات الطالب الفردية والمختلفة.
التقسيمات وفقا للدين واللغة:
يوفر الدستور الكندي الحماية الدستورية لبعض أنواع أنظمة المدارس الممولة من القطاع العام والتي أساسها الدين واللغة، ويحتوي القانون الدستوري لعام 1867 ضمان للمدارس المنفصلة الممولة من القطاع العام والمستندة على الدين. أقيمت المدارس المنفصلة بموجب القانون قبل انضمام المحافظة للإتحاد، وقد أقرت القضايا المعروضة على المحاكم أن هذا الحكم لم ينطبق على نوفا سكوتيا ونيو برونزويك ومانيتوبا وكولومبيا البريطانية وجزيرة الأمير إدوارد، لأن تلك المحافظات لم تقدم ضمانات قانونية للمدارس المنفصلة قبل الاتحاد. طبق هذا الحكم أساسا في أونتاريو وكيوبيك وساسكاتشوان وألبرتا ونيوفاوندلاند ولابرادور، حيث أن هذه المحافظات لديها مدارس منفصلة موجودة من قبل. ألغي هذا الحكم الدستوري في كيوبيك بتعديل دستوري في عام 1997، ونيوفاوندلاند ولابرادور في عام 1998. مازال الحكم الدستوري يطبق في أونتاريو وساسكاتشوان والبرتا، وهناك بند قانوني اتحادي مماثل ينطبق على الأقاليم الشمالية الغربية.
وتضمن المادة 23 من الميثاق الكندي للحقوق والحريات حق المواطنين الذين تلقوا تعليمهم بلغة الأقلية في مقاطعة معينة حصول ابنائهم على تعليم بلغة الأقلية في المدارس الممولة من القطاع العام، في الواقع هذا الضمان يعني أن هناك مدارس إنجليزية ممولة من القطاع العام في كيوبيك، ومدارس فرنسية ممولة من القطاع العام في محافظات ومناطق أخرى.
يجب على الطلاب في كيوبيك الدراسة في مدرسة فرنسية حتى نهاية المرحلة الثانوية ما لم يؤهل أحد والديهم كصاحب حق تحت المادة 23 من الميثاق، في أونتاريو تقبل مدارس اللغة الفرنسية تلقائيا الطلاب المعترف بها بموجب المادة 23 من الميثاق الكندي للحقوق والحريات وقد تقبل الطلاب غير الناطقين بالفرنسية من خلال لجنة المجلس للقبول والتسجيل والمكونة من مدير المدرسة ومشرفها ومعلم منها.
مدة الدراسة
تبدأ أغلب برامج التعليم في كندا من التمهيدي (سن الخامسة) أو الصف الأول (سن السادسة) وإلى الصف الثاني عشر (سن السابعة عشر أو الثامنة عشر)، ما عدا في كيوبيك، ينتهي الطلاب أبكر بعام واحد، وقد يكمل الطلاب دراستهم ما بعد الثانوية بعد حصولهم على شهادة الثانوية.
السلطات
تقسم عادة المحافظة إلى أقسام وفقاً لكل نوع من المدارس الممولة من القطاع العام (مثل: الإنجليزية العامة أو الفرنسية العامة). وينتخب لكل منطقة أعضاء مجلس الإدارة (الأمناء) من خلال الداعمين ضمن المنطقة فقط، (يستلم الناخبين قرعة لواحد فقط من المجالس في منطقتهم)، عادة جميع المدارس الممولة من القطاع العام تكون تحت سلطة مجلس المدرسة المحلية التابعة لمنطقتها، وتتبع مجالس هذه المدارس أسس منهجية عامة وضعتها المحافظة التي يكون فيها المجلس. تسمح ألبرتا وحدها بالمدارس المستقلة العامة والتي تكون مستقلة عن مجلس أي منطقة، ولكل مدرسة مجلس خاص بها يقدم تقاريرها مباشرة إلى المحافظة.
المرحلة ما قبل الجامعية
يطلق على التعليم الابتدائي والثانوي سوية أحيانا K-12 (من التمهيدي إلى الصف الثاني عشر)، تتكون مدارس الثانوية من صفوف مختلفة اعتمادا على المحافظة التي تكون فيها، قد يختلف أيضاً نظام الصفوف ضمن محافظة واحدة أو حتى ضمن نطاق المدرسة وقد تتضمن أو لا تتضمن مدرسة متوسطة أو ثانوية صغرى.
يبدأ التمهيدي (أو ما يقابله) للأطفال في جميع المحافظات من السن الخامسة (ما عدا في أونتاريو وكيوبيك حيث يبدأ من سن الرابعة)، ولكن تختلف اختلاف واسع في أسماء هذه البرامج وتمويل المحافظة وعدد الساعات المقدمة، فعلى سبيل المثال: يشيرقسم التعليم في نوفا سكوتيا إلى التمهيدي بمسمى صف ابتدائي.
توفر أنوتاريو عامين اختياريين لمرحلة التمهيدي (مرحلة تمهيدية أولية لسن الرابعة ومرحلة تمهيدية ثانوية لسن الخامسة). وفي عام 2010، زادت اونتاريو كلا العامين إلى برامج لمدة يوم كامل، بينما العام الواحد من التمهيدي لم يصبح لمدة يوم كامل في كولومبيا البريطانية حتى عام 2012 . توفر كيوبيك برامج مدعومة بكثافة لما قبل المدرسة وقدمت برنامج تمهيدي مبكر للأطفال من عوائل ذو دخل منخفض في عام 2013 . الطلاب في مناطق الرعي غير مطالبين قانونيا بالمرحلة التمهيدية، ونتيجة لذلك، لا تتوفر غالبا هذه المرحلة في المدن الصغيرة.
سن الدخول الإجباري في البرنامج التعليمي يكون بين عمر الرابعة والسابعة اعتمادا على المحافظة. ابتداءاً من الصف الأول (سن السادسة أو السابعة) هنالك وصول شامل ممول من القطاع العام إلى الصف الثاني عشر (سن السابعة عشر أو الثامنة عشر)، ما عدا في كيوبيك؛ تنتهي دراسة الثانوية سنة قبلها. ويطلب من الأطفال الحضور إلى المدرسة إلى عمر السادسة عشر (الثامنة عشر في مانيتوبا وأنتاريو ونيو برونسويك). في كيوبيك، ينتهي الفصل الدراسي الثانوي بعد الصف الحادي عشر (من عمر السادسة عشر إلى السابعة عشر)، ثم بعد ذلك، على من يرغب من الطلاب باستكمال دراسته إلى المرحلة الجامعية المداومة في الكلية. كيبويك حاليا هي المحافظة الوحيدة التي يكون فيها الصف الثاني عشر جزء من التعليم ما بعد الثانوي، وكذلك كان الأمر في نيوفاوندلاند ولابرادور حتى أُدخل الصف الثاني عشر عام 1983.
كان لدى أونتاريو «صف ثالث عشر» ولكن ألغتها حكومة المقاطعة لخفض التكاليف. ونتيجة لذلك، تم ضغط المنهج الدراسي وازدادت نسبيا صعوبة بعض المواد مثل الرياضيات. ولكن، أصبح النظام مساويا تقريبا لما كان مطبق خارج كيبويك وأونتاريو منذ سنوات. قد يستمر الطلاب في الدراسة الثانوية حتى مابين التاسعة عشر إلى الحادية والعشرون (يختلف بين المحافظات العمر الذي تتوقف عنده دراسة الثانوية)، ويمكن لمن كان في عمر التاسعة عشر أو أكبر الدراسة في مدارس البالغين. وأيضا، الطلاب الذي في سن مرحلة الثانوية والذين تعرضو لإيقاف طويل الأمد أو تم فصلهم، أو لأي سبب آخر غير قادرين أو راغبين في الدراسة في مدارس اعتيادية، يقدم إليهم بدائل لاستكمال تعليمهم الثانوي مثل مدارس ليلية أو الدراسة عن بعد أي عن طريق الإنترنت.
في كولومبيا البريطانية، هنالك 172 يوما دراسيا في السنة. (2013-2014)
عدد متزايد من الطلاب الأجانب يحضرون دورات ما قبل الجامعة في المدارس الثانوية الكندية.
التعليم ما بعد الثانوي
التعليم ما بعد الثانوي هو أيضا مسؤولية كل محافظة ومنطقة. توفر هذه الحكومات أغلب التمويل إلى المعاهد العامة لما بعد الثانوي، مع ما تبقى من التمويل القادم من الرسوم الدراسية والحكومات الإتحادية والمنح البحثية. مقارنة بدول أخرى في السابق، كان لكندا أعلى نسبة التحاق بالتعليم العالي من سكانهم الخريجين.
جميع المعاهد لما بعد الثانوية في كندا لديها السلطة لمنح مؤهلات أكاديمية أي دبلومات أو شهادات. عموما، تمنح الجامعات شهادات جامعية مثل البكالوريوس أو الماجسيتر أو الدكتوراه، بينما تقدم الكليات عادة برامج مهنية وتمنح الدبلومات والشهادات. من ناحية أخرى، تقدم بعض الكليات شهادات فنون تطبيقية تؤدي إلى شهادات جامعية أو تكون مساوية لها. وتشرف على الكليات المهنية خاصة قوانين تشريعية تابعة لكل محافظة. على سبيل المثال، في كولومبيا البريطانية، المدربين سوف يتم تسجيلهم واعتمادهم لدى (PCTIA) وكالة مؤسسات التدريب المهني الخاص الخاضعة لقانون مؤسسات التدريب المهني الخاصة (SBC 2003) وكل محافظة لديها وكالة خاصة بها؛ على عكس الولايات المتحدة حيث لا يوجد «هيئة اعتماد» تشرف على الجامعات في كندا فالجامعات الكندية لديها السلطة لمنح الشهادات العلمية عن طريق القانون أو الموافقة الوزارية من وزارة التعليم في محافظة معينة.
يبدأ التعليم ما بعد الثانوي في كيوبيك بالكلية والتي تأتي بعد التخرج من الصف الحادي عشر. يكمل الطلاب برنامج دراسي عام مدته سنتان أو ثلاث مما يؤدي إلى قبولهم في جامعة أو برنامج مهني يؤدي مباشرة إلى سوق العمل. في أغلب الحالات، يكون برنامج البكالوريوس في كيوبيك ثلاث سنوات بدلا من أربع سنوات، ولكن، في العديد من الحالات يجب على الطلاب المداومين في جامعة في كيوبيك ولم يتخرجوا من الكلية أن يكملوا سنة إضافية من الدورات الدراسية. عندما كانت دراسة الثانوية خمس سنوات في اونتاريو، كانت شهادة البكالوريوس ذو ثلاث سنوات شائعة ولكن، هذه الشهادات تقل تدريجيا لتصبح شهادات ذو أربع سنوات.
الاختلاف الرئيسي بين المحافظات فيما يتعلق بالجامعات هو مقدار التمويل الذي تحصل عليه والرسوم الدراسية وغيرها من الرسوم التي تفرضها.
الكلية العسكرية الملكية الكندية (RMC) هي الأكاديمية العسكرية للقوات الكندية وهي جامعة مانحة لشهادة علمية كاملة وهي أيضا المؤسسة الاتحادية الوحيدة التي لديها السلطة لذلك.
المدارس الخاصة
5.6 من الطلاب يدرسون في مدارس خاصة، وأقلية من هذه المدارس تكون من نخبة المدارس ويدرس فيها عدد قليل من الطلاب ولكن لديها هيبة ومكانة، وأغلب المدارس الخاصة تكون معاهد قائمة على الدين، وتستخدم أيضا للدراسة خارج الدولة، على سبيل المثال، الكلية الكندية الإيطالية لديها منهج من أونتاريو ولكن تقع في إيطاليا.
وكانت المدارس الخاصة تاريخياً أقل شيوعا في البراري الكندية وكثيرا ما كانت تُمنع بموجب قوانين البلديات والمقاطعات والتي سعت للمساواة في التعليم بين الطلاب بغض النظر عن دخل الأسرة. هذا ينطبق بشكل خاص في ألبرتا، حيث استنكرت حكومات الائتمان الاجتماعي على التوالي مفهوم التعليم الخاص باعتباره السبب الرئيسي لصد الفرص لأبناء الفقراء العاملين.
الجامعات الخاصة
في الماضي، حافظت الجامعات الخاصة في كندا على تاريخ أو أساس ديني، ولكن منذ عام 1999 أصدرت مقاطعة نيو برونزويك قانون يسمح للجامعات الخاصة بالعمل في المنطقة، وتعتبر جامعة فريدريكتون أحدث جامعة تحصل على تعيين في نيو برونزويك.
تأسست جامعة ترينيتي الغربية في لانغلي كولومبيا البريطانية عام 1962 ككلية إعدادية وتلقت الاعتماد الكامل عام 1985. وفي عام 2002 أصبحت جامعة كويست في كولومبيا البريطانية أول جامعة للفنون الحرة يمولها القطاع الخاص دون انتماء طائفي (على الرغم من أنها ليست أول جامعة خاصة للفنون الحرة). أصدرت العديد من المحافظات بما في ذلك أونتاريو وألبرتا قانون يسمح للمؤسسات الخاصة والمانحة لشهادات (وليس بالضرورة جامعات) بالعمل فيها.